# 多爾頓冰川

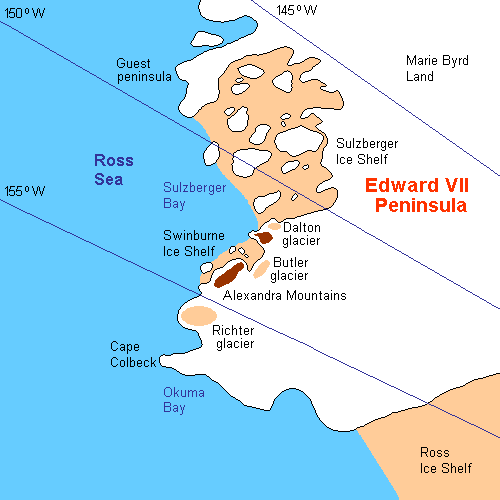

多爾頓冰川（英語：Dalton Glacier），是南極洲的冰川，位於瑪麗伯德地的愛德華七世地，流經亞歷山德拉山脈東部，最終在蘇茲貝格灣以南注入巴特勒冰川，美國地質調查局根據測量和該國海軍的空中照片繪入地圖，現時由南極條約體系管理。